# Lunisolarkalender
Ein Lunisolarkalender (lat. luna ‚Mond‘ und sol ‚Sonne‘) oder gebundener Mondkalender enthält wie jeder Lunarkalender primär 12 Mond-Monate (Lunation) als Kalendermonate. Zur Annäherung an das Sonnenjahr (Tropisches Jahr) wird durchschnittlich alle drei Jahre ein dreizehnter Mondmonat eingeschaltet.

## Anwendungen
Zu den Lunisolarkalendern gehören
- der babylonische Kalender
- der tibetische Kalender,
- der offizielle Kalender Nepals (siehe Vikram Sambat),
- der chinesische Kalender (und damit auch andere Kalender in Ostasien wie der japanische bis 1872),
- der altägyptische Kalender,
- der griechisch-antike Kalender,
- der Kalender Plethons,
- vermutlich der römische Kalender (bis zur Einführung des julianischen Kalenders 46 v. Chr.)
- der keltische Kalender von  Coligny
- der jüdische Kalender.

Die meisten Völker verwenden Solarkalender, da sie eine genaue Synchronisation mit den Jahreszeiten ermöglichen. Reine Mondkalender sind nur eine Handvoll bekannt.

## Zweck
Die älteren Kalender waren Lunarkalender, weil sie sich an sicher beobachtbaren Himmelserscheinungen, nämlich den Mondphasen orientierten. Für einen Solarkalender müssen die ungleich schwerer festzustellenden Sonnenphasen, zum Beispiel die Tagundnachtgleichen oder die Sonnenwenden, bekannt sein. Die Länge des Sonnenjahrs war bereits im Altertum sehr gut bekannt. Die Lunar-Solar-Konzeption kommt dadurch zustande, dass sich die Landwirte am Sonnenjahr orientieren mussten, während es für die Termine im Alltag praktisch war, sich z. B. „drei Tage nach Neumond“ zu verabreden.
Ein reiner Lunarkalender hat keinerlei Bindung an das Sonnenjahr und an die Jahreszeiten. Er verschiebt sich um etwa elf Tage in jedem Sonnenjahr rückwärts. Ein Lunisolarkalender schafft hingegen eine angenäherte Angleichung an die Jahreszeiten, die das religiöse (jahreszeitlich bedingte Festtermine) und das wirtschaftliche (Saat- und Erntetermine) Leben bestimmen. Er folgt dem Sonnenjahr mit einer maximalen Abweichung von ± 2 Wochen.

## Astronomische Grundlagen
Die langfristige Synchronisation in einem Lunisolarkalender zwischen Monaten und Jahren ist alle 19 Jahre möglich, denn 19 Solar-Jahre sind in guter Näherung gleich lang wie 235 Mondmonate. Diese mit 6940 Tagen gleichgesetzte Zeitdauer ist die Metonperiode, der entstehende Zyklus der Meton-Zyklus.
Als sich herausstellte, dass 6940 Tage für 19 Solar-Jahre etwa einen Viertel-Tag zu viel sind, wurde die Periode auf die vierfache Dauer vergrößert und diese mit 27.759 Tagen gleichgesetzt. Es entstand die kallippische Periode, die dem kallippischen Zyklus zu Grunde liegt.
In Lunisolarkalendern, in denen das durchschnittliche Kalenderjahr durch einen Schalttag alle vier Jahre auf 365,25 Tage gehalten wird, ist die durch vier geteilte kallippische Periode anwendbar. Er ist die korrigierte Metonperiode zu 6.939,75 Tagen (6.939,75 ÷ 19 = 365,25).

## Konstruktion eines Lunisolarkalenders
Die Konstruktion eines Lunisolarkalenders baut auf dem Lunarkalender auf. Kalendermonate sind weiterhin entweder volle Monate aus 30 Tagen oder hohle Monate aus 29 Tagen. Die bisherigen lunaren Kalenderjahre zu je 12 Monaten und 354 Tagen (mit Schalttag zu 355 Tagen) bleiben als gemeine Kalenderjahre erhalten, werden nur durch gelegentliche Schaltjahre ergänzt. Schaltjahren ist ein 13. Kalendermonat angehängt.
Bereits in der Antike war bekannt, dass analog zum Meton-Zyklus 19 Kalenderjahre aus 235 Kalendermonaten bestehen. 110 davon sind hohle Monate, 125 sind volle Monate. Das ergibt 6940 Tage, die Länge der Metonperiode. In welcher Zusammensetzung daraus in der Antike Kalenderjahre gebildet wurden, ist nicht überliefert. Folgende Konstruktion könnte möglich gewesen sein:
8 gemeine Jahre zu je 6 hohlen und 6 vollen Monaten = 48 hohle Monate und 48 volle Monate (je 354 Tage)

4 gemeine Jahre zu je 5 hohlen und 7 vollen Monaten = 20 hohle Monate und 28 volle Monate (je 355 Tage, mit Schalt-Tag zur Anpassung an das Mondjahr)

7 Schalt-Jahre zu je 6 hohlen und 7 vollen Monaten = 42 hohle Monate und 49 volle Monate (je 384 Tage)
Diese Konstruktion ist im jüdischen Kalender erkennbar, obwohl dort wegen religiöser Traditionen auch Jahre mit 353, 383 und 385 Tagen vorkommen. Die für die Antike ebenfalls nicht überlieferte Reihenfolge der Schaltjahre besteht im jüdischen Kalender aus den Jahren 3, 6, 8, 11, 14, 17 und 19.
Es gibt auch eine antike Beschreibung, nach der sich hohle und volle Monate nicht gesetzmäßig folgen:
Alle 235 Monate werden als volle Monate angesetzt. Alle 64 Tage wird aber ein Tag weggelassen (ausgeschaltet). Das passiert in der 6940-Tage-Periode nahezu regelmäßig 110-mal, wodurch indirekt aus vollen Monaten hohle Monate entstehen. Nur ist der ausfallende Tag in der Regel nicht der 30. Tag eines vollen Monats. Es wird angenommen, dass diese komplizierte Regel nur in einem astronomischen, nicht aber in einem bürgerlichen Kalender angewendet wurde.
In einem kallippischen Lunisolarkalender folgte nach drei 19-Jahre-Perioden zu je 6940 Tagen eine 19-Jahre-Periode zu 6.939 Tagen, in der gegenüber dem beschriebenen Schema ein Tag entfiel. Auch zu diesem Detail ist nichts bekannt.
Die Schwierigkeiten bei der Berechnung des Osterdatums rühren daher, dass im Gegensatz zum jüdischen Kalender weder der julianische noch der gregorianische Kalender Lunisolarkalender sind. Um den das Osterfest bestimmenden Frühlingsvollmond zu ermitteln, ist eine Kalenderrechnung mit Monaten aus einem Lunarkalender anzustellen. Man bildet zunächst wie dort Jahre zu je 354 Tagen. Wenn der 13. Vollmond vor den 22. März fällt, wird das Jahr um einen lunaren Kalendermonat verlängert (Mondsprung). Das ergibt sich in einer Metonperiode siebenmal. Sechs Mondsprünge werden mit 30 Tagen versehen, der siebente mit 29 Tagen. Da der im Julianischen Kalender alle vier Jahre zugefügte Schalttag mit einem Anteil von 4,75 Tagen auf 19 Jahre auch die lunaren Kalendermonate verlängert, lautet die Bilanz für 19 Jahre:
19·354 Tage + 6·30 Tage + 29 Tage + 4,75 Tage = 6939,75 Tage = korrigierte Metonperiode
Die drei in 400 Jahren im gregorianischen Kalender weggelassenen Schalttage ändern das Verfahren nicht. Die obige Bilanz bleibt bestehen, die „Ausfalltage“ verschieben den berechneten Tag des Frühlings-Vollmondes indirekt (Sonnengleichung).

### Beispiel
Würde man heute einen Lunisolarkalender erstellen, so kann man für hohe Genauigkeit den Kettenbruch nutzen (365,24219 [Tage pro Sonnenjahr] / 29,53059 [Tage pro Mondmonat] = 12,368265…).:
| 12 /    | 1 =    | 12           | = [12]                       | (Fehler = | −0,368266... synodische Monate/Jahr) |
| 25 /    | 2 =    | 12,5         | = [12; 2]                    | (Fehler = | 0,131734... synodische Monate/Jahr)  |
| 37 /    | 3 =    | 12,333333... | = [12; 2, 1]                 | (Fehler = | −0,034933... synodische Monate/Jahr) |
| 99 /    | 8 =    | 12,375       | = [12; 2, 1, 2]              | (Fehler = | 0,006734... synodische Monate/Jahr)  |
| 136 /   | 11 =   | 12,363636... | = [12; 2, 1, 2, 1]           | (Fehler = | −0,004630... synodische Monate/Jahr) |
| 235 /   | 19 =   | 12,368421... | = [12; 2, 1, 2, 1, 1]        | (Fehler = | 0,000155... synodische Monate/Jahr)  |
| 4131 /  | 334 =  | 12,368263... | = [12; 2, 1, 2, 1, 1, 17]    | (Fehler = | −0,000003... synodische Monate/Jahr) |
| 12628 / | 1021 = | 12,368263... | = [12; 2, 1, 2, 1, 1, 17, 3] | (Fehler = | 0,0000005... synodische Monate/Jahr) |

Gute Genauigkeit erreicht man erst mit einem Zyklus von 123 Schaltmonaten auf 334 Jahren (Nebeninfo: der jüdische Kalender hat 7 Schaltmonate auf 19 Jahre und der Jahresanfang verschiebt sich dadurch etwa alle 220 Jahre um einen Tag relativ zum Sonnenjahr – dieser Versatz führt dazu, dass mittlerweile das gregorianische Ostern gelegentlich vor Pessach liegt). Den Zyklus von 334 Jahren kann man sich mit Hilfe des Kettenbruches aufbauen: 17 mal einen 19-jährigen Zyklus mit 235 Monaten (analog wie im jüdischen Kalender) und dann ein 11-Jahres-Block mit 136 Monaten. Der Abstand der Jahre mit Schaltmonat im 19-Jahres-Block ist 2/3/3/2/3/3/3 Jahre; für den 11-Jahres-Block nimmt man die letzten 4 Jahresabstände im 19er-Block. Als Grundgerüst nimmt man (analog zum jüdischen Kalender) erst mal 12 Monate mit abwechselnd 30 und 29 Tagen (ergibt gesamt 354 Tage). Als Länge für den Schaltmonat nimmt man 30 Tage. Jetzt braucht man nur noch gelegentlich Schalttage um den Kalender auf den Mondlauf zu justieren. Diesen fügt man an den zwölften Monat bei Bedarf als dreißigsten Tag des Monats an. Um einerseits zu vermeiden einen Block von 4 Monaten mit 30 Tagen zu haben (diese sind 1,8 Tage länger als 4 Mondmonate und würden den Neumond ggf vom Monatsanfang um einen Tag weg verschieben) und andererseits nur 3 verschiedene Jahreslängen zu haben, verteilt man diesen auf die schaltmonatfreien Jahre (ergibt dann Jahreslängen von 354, 355 und 384 Tagen). Dazu nutzt man erneut einen Kettenbruch ( (365,24219 - 354 [Tage der ersten 12 Monate] - (365,24219 / 29,53059 - 12) * 30 [durchschnittliche Tage pro Jahr durch die Schaltmonate]) / (1 - (365,24219 / 29,53059 - 12) [Häufigkeit schaltmonatfreier Jahre] ) = 0,307427286…) :
| 0 /   | 1 =   | 0             | = [0]                    | (Fehler = | −0,307427... Tage/schaltmonatfreies Jahr)  |
| 1 /   | 3 =   | 0,3333333.... | = [0; 3]                 | (Fehler = | 0,025906... Tage/schaltmonatfreies Jahr)   |
| 3 /   | 10 =  | 0,3           | = [0; 3, 3]              | (Fehler = | −0,007427... Tage/schaltmonatfreies Jahr)  |
| 4 /   | 13 =  | 0,307692...   | = [0; 3, 3, 1]           | (Fehler = | 0,000265... Tage/schaltmonatfreies Jahr)   |
| 87 /  | 283 = | 0,307420...   | = [0; 3, 3, 1, 21]       | (Fehler = | −0,0000067... Tage/schaltmonatfreies Jahr) |
| 91 /  | 296 = | 0,307432...   | = [0; 3, 3, 1, 21, 1]    | (Fehler = | 0,0000051... Tage/schaltmonatfreies Jahr)  |
| 178 / | 579 = | 0,307426...   | = [0; 3, 3, 1, 21, 1, 1] | (Fehler = | −0,0000006... Tage/schaltmonatfreies Jahr) |

Für eine hohe Genauigkeit reicht es schon aus, auf 13 Jahren ohne Schaltmonat 4 mal den zwölften Monate um einen Schalttag auf 30 Tage zu verlängern (Zyklus von 3/3/3/4 schaltmonatfreien Jahren Abstand). Durch die zwischenliegenden Jahre mit Schaltmonaten schwankt der Abstand zwischen zwei Jahren mit Schalttag dann zwischen 4 und 7 Jahren:
- 4 Jahresabstand 18,8 %
- 5 Jahresabstand 55,9 %
- 6 Jahresabstand 16,9 %
- 7 Jahresabstand 08,4 %